# Haikou
Haikou (kinesisk: 海口; pinyin: Hǎikǒu) er en by på præfekturniveau som er hovedstad i øprovinsen Hainan i det vestlige Kina. Befolkningen i præfekturet anslås (2005) til 1,71 mio. indbyggere, og det har et areal på 2.305 km².

## Administrative distrikter
- Longhua distrikt
- Xiuying distrikt
- Qiongshan distrikt
- Meilan distrikt

## Historie
Byens historie går tilbage til Han-dynastiets tid. Under Tang-dynastiet og Song-dynastiet var Haikou det vigtigste forbindelsesled mellem Hainan og fastlandet. 
I 1988 blev byen udnævnt til hovedstad for provinsen Hainan. Det har bidraget til byens udvikling fra en lille grænsehavn til en moderne storby.

## Trafik
Kinas rigsvej 223 løber gennem området. Den begynder i Haikou i nord og følger Hainans østkyst og ender syd på øen i byen Sanya.
Kinas rigsvej 224, er den centrale vejforbindelse tværs over Hainan; den begynder i Haikou og ender i Sanya i syd. 
Kinas rigsvej 225, er den vestlige halvdel af ringvejen rundt på Hainan; den går fra Haikou i nord via Danzhou og Dongfang til Sanya i syd.